# Bregje de Brouwer
Bregje de Brouwer (9 marzo 1999) è una nuotatrice artistica olandese, sorella gemella della nuotatrice artistica Noortje de Brouwer.

## Palmarès
- Mondiali

Doha 2024: argento nel duo libero
- Europei

Belgrado 2024: oro nel duo libero e nel duo tecnico
- Giochi europei

Cracovia 2023: oro nel duo tecnico e nel duo libero

### Coppa del Mondo
- 3 podi:
  - 1 secondo posto (1 nel duo)
  - 2 terzi posti (2 nel duo)